# Craig Cavanagh
Craig Cavanagh (1985) is een Schotse zanger die tot voor kort in Glasgow woonde en hij zingt al sinds hij 7 jaar oud is. Zijn droom is een optreden in het Wembley Stadium in Londen.
In november 2006 is hij, samen met 5 anderen, begonnen in een nieuwe popgroep XYP.